# Maresías

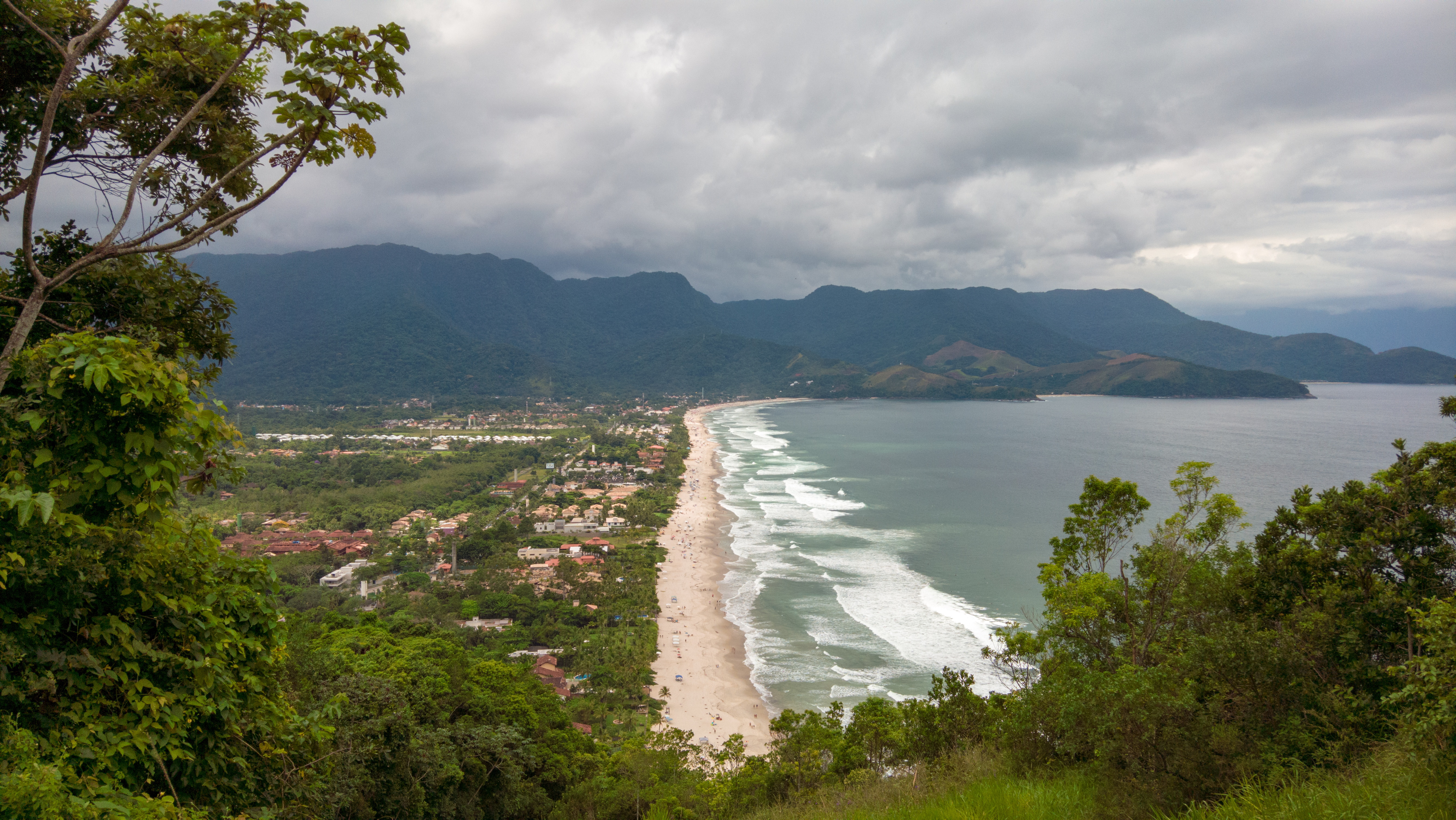
Maresías vista desde un mirador

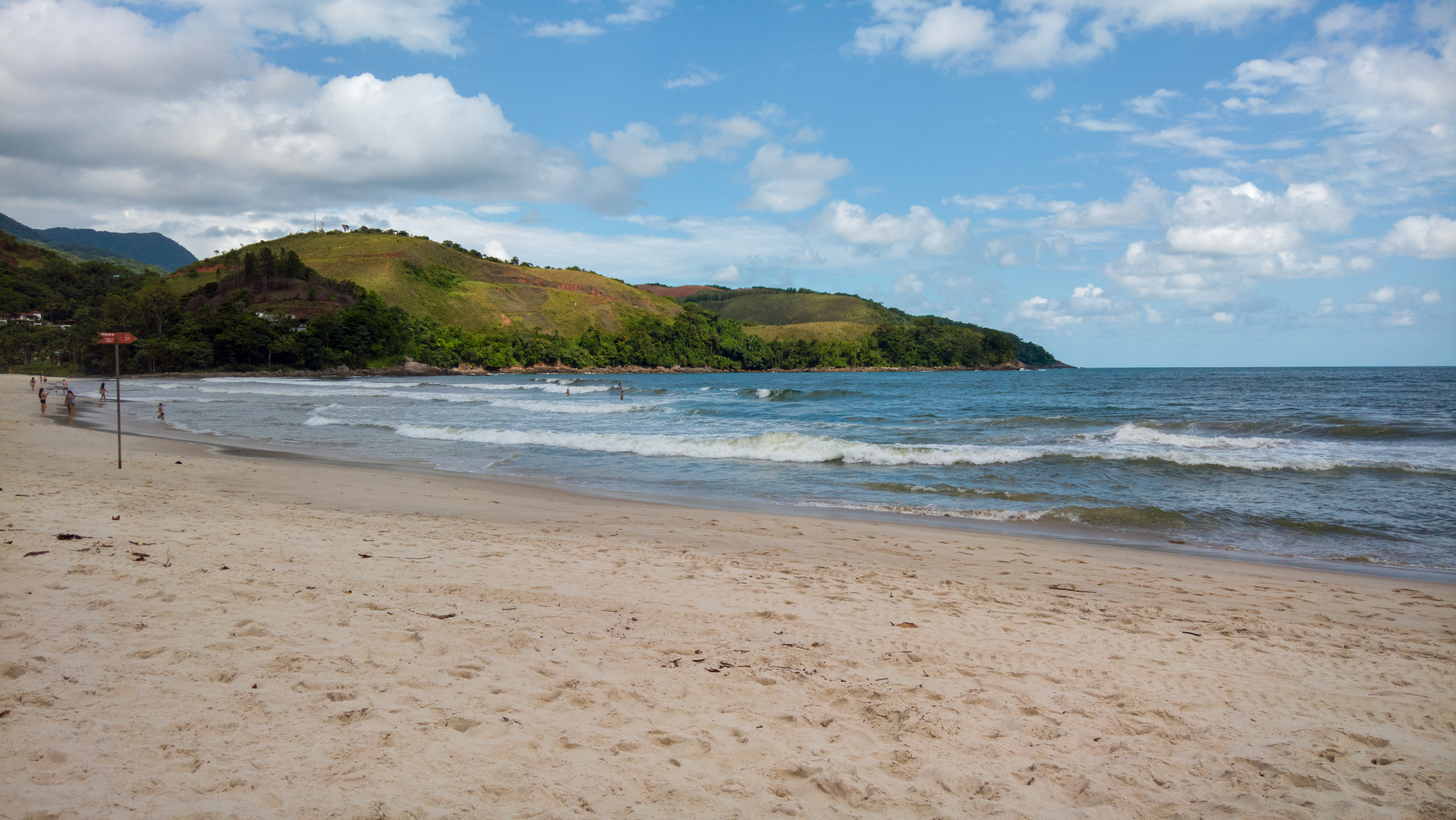
Playa de Maresías

Maresías es una playa y distrito del municipio de São Sebastião, en la costa septentrional del estado de São Paulo (Brasil). Su nombre proviene de la brisa marina que llega a la playa y al sector.
El mar de la playa cuenta con grandes olas, y tiene una corriente fuerte; es una de las zonas de surf más populares de Brasil, y ha servido de locación para algunos campeonatos. La arena es de color amarillo claro y suave, con cinco kilómetros de largo. El pueblo situado junto a la playa atrae a muchos turistas por su variedad de restoranes y tiendas, pero especialmente a gente joven, por su vida nocturna. También hay caminatas guiadas a la mata atlántica.